# Сад Девятого Января

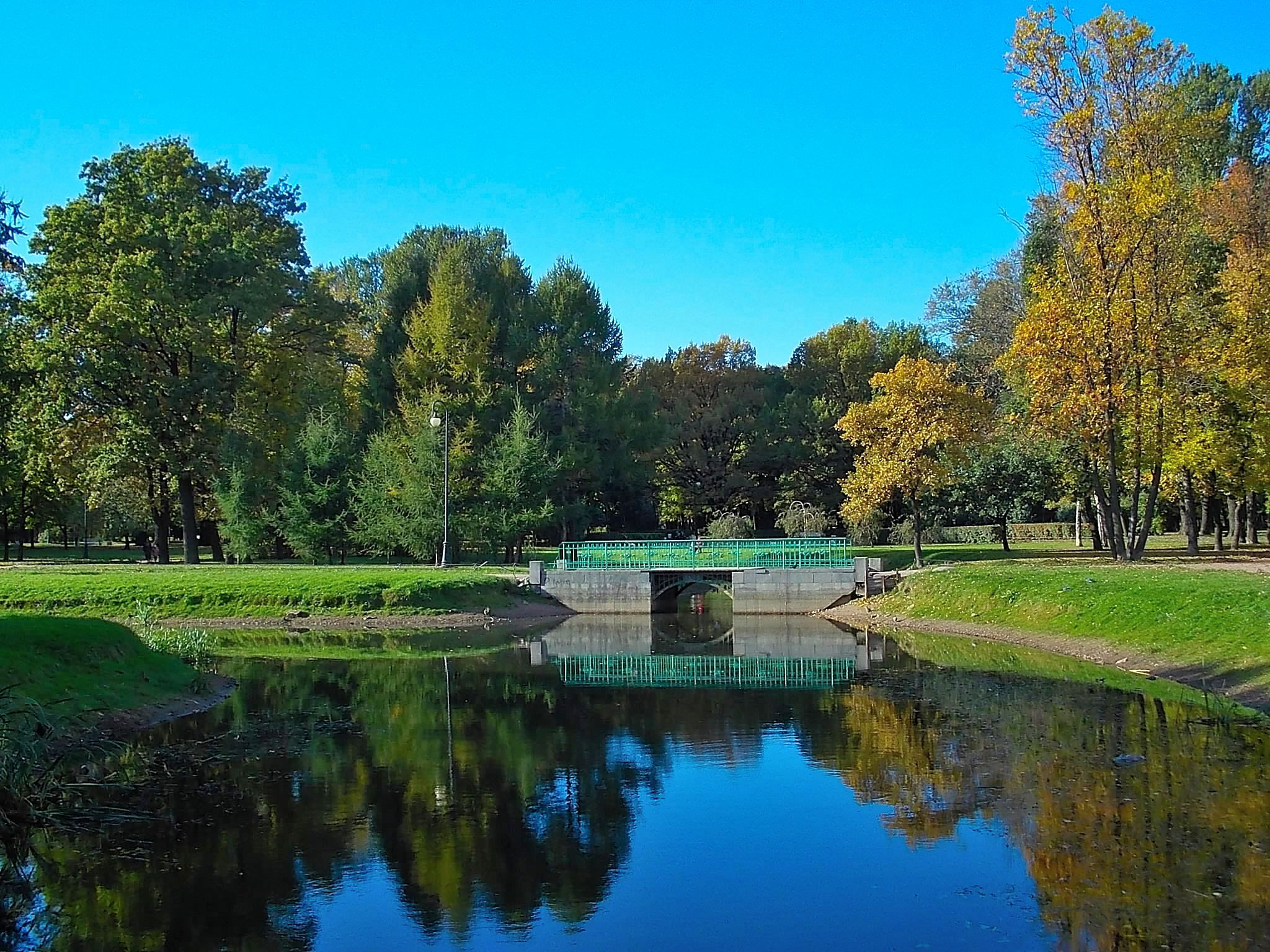
Восточный пруд с мостом

Сад Девя́того Января́ — пейзажный парк в Кировском районе Санкт-Петербурга. Расположен между проспектом Стачек, Тихомировской улицей и улицей Маршала Говорова. С северо-восточной стороны границей парка служит здание Кировского райсовета и ряд домов, расположенных между садом и Урховым переулком. Площадь парка — 11,3 га.

## История
Сад был заложен 1 мая 1920 года (в день первого Всероссийского субботника) на том месте, откуда 9 января 1905 года рабочие Нарвской заставы двинулись с петицией к Зимнему дворцу. У площади Нарвской заставы (современная площадь Стачек) мирная демонстрация была расстреляна правительственными войсками. Эти события вошли в историю под названием «Кровавое воскресенье». После революции жертвы «Кровавого воскресенья» были неоднократно увековечены в топонимике городов страны. Первоначальное название сада — «Сад в память жертв 9 января 1905 года» или «Сад памяти жертв расстрела 1905 года».
Благоустройство и планировка сада были выполнены по проекту садовода Р. Ф. Катцера в 1924—1926 годах. В начале 1929 года сад передали клубу завода «Красный Путиловец». Были построены открытая летняя эстрада и павильон-читальня. Сад использовался «Красным Путиловцем» и другими близлежащими заводами и общественными организациями для массовых гуляний и проведения различных мероприятий.
В 1938 году в сад Девятого Января был перенесен памятник-бюст Васе Алексееву — одному из основателей комсомола (в настоящее время в саду находится копия бюста).
Во время Великой Отечественной войны сад находился недалеко от линии фронта и сильно пострадал. Во время блокады деревья были вырублены на дрова, а земля раскопана под огороды.
После войны, в 1945—1946 годах сад был реконструирован (арх. В. А. Каменский и А. В. Модзалевский) и значительно расширен. В 1954 году его передали детям. На территории были созданы спортивные и игровые площадки, открыт кружок «Юный техник». Название сада изменилось на «Детский парк им. 9 января». В настоящее время официальным названием является сад Девятого Января.
В начале 2000-х годов парк снова реконструировался. Торжественное открытие после реконструкции состоялось 27 мая 2005 года.
У северных ворот ранее располагалась скульптура; на месте нынешней детской площадки, ближе к центру парка стояло двухэтажное здание, на первом этаже которого находился гардероб для катающихся на заливном катке; также на территории парка располагалась одна из шахт будущего метро. С началом войны все шахты пришлось затопить, а станцию метро «Сад 9-го января» так и не построили.

## Описание
Планировка сада — регулярно-пейзажная. В юго-западном и северо-восточном углах сада расположены пруды, через восточный пруд перекинут пешеходный мост. Историческая регулярная партерная композиция с системой пересекающихся прямых садово-парковых дорожек, с круглыми площадками в планировочных узлах сочетается с газонами и группами кустарников, ландшафтными группами деревьев и одиночными деревьями. На центральной площадке сада расположена круглая клумба. Насаждения: липа мелколистная, клён остролистный, берёза повислая, лиственница сибирская, дуб черешчатый, ива белая, ель колючая, рябина обыкновенная, каштан конский, ясень обыкновенный, тополь берлинский.
Экологическая обстановка в саду неблагополучная, поскольку парк «растёт» на отходах завода «Красный химик». Загрязнение тяжелыми металлами почвы в саду в 10 раз превышает ПДК, свинцом — в 15 раз. А по содержанию марганца учёные приравнивают этот парк к рудному месторождению марганца.

## Ограда вдоль проспекта Стачек

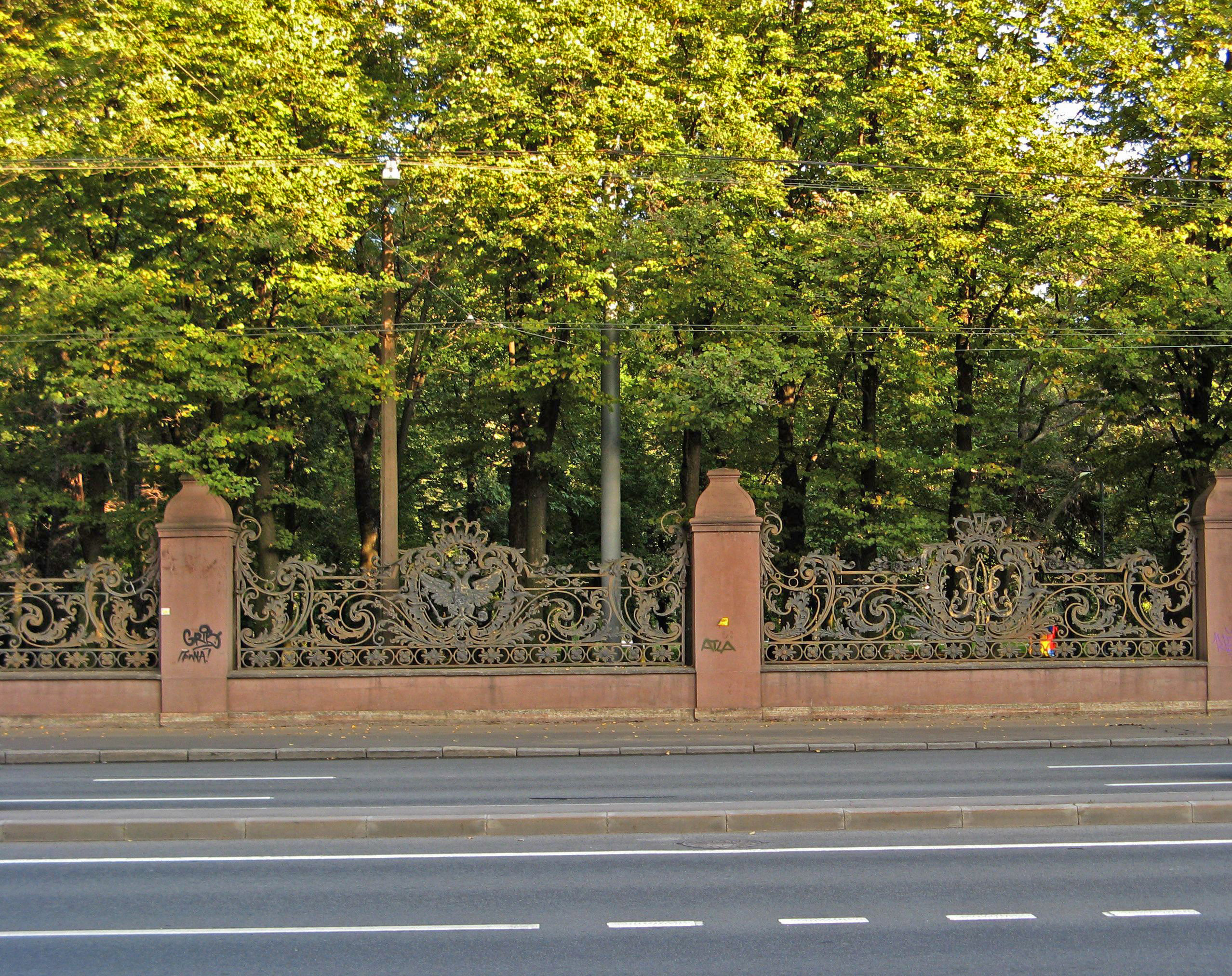
Ограда, общий вид

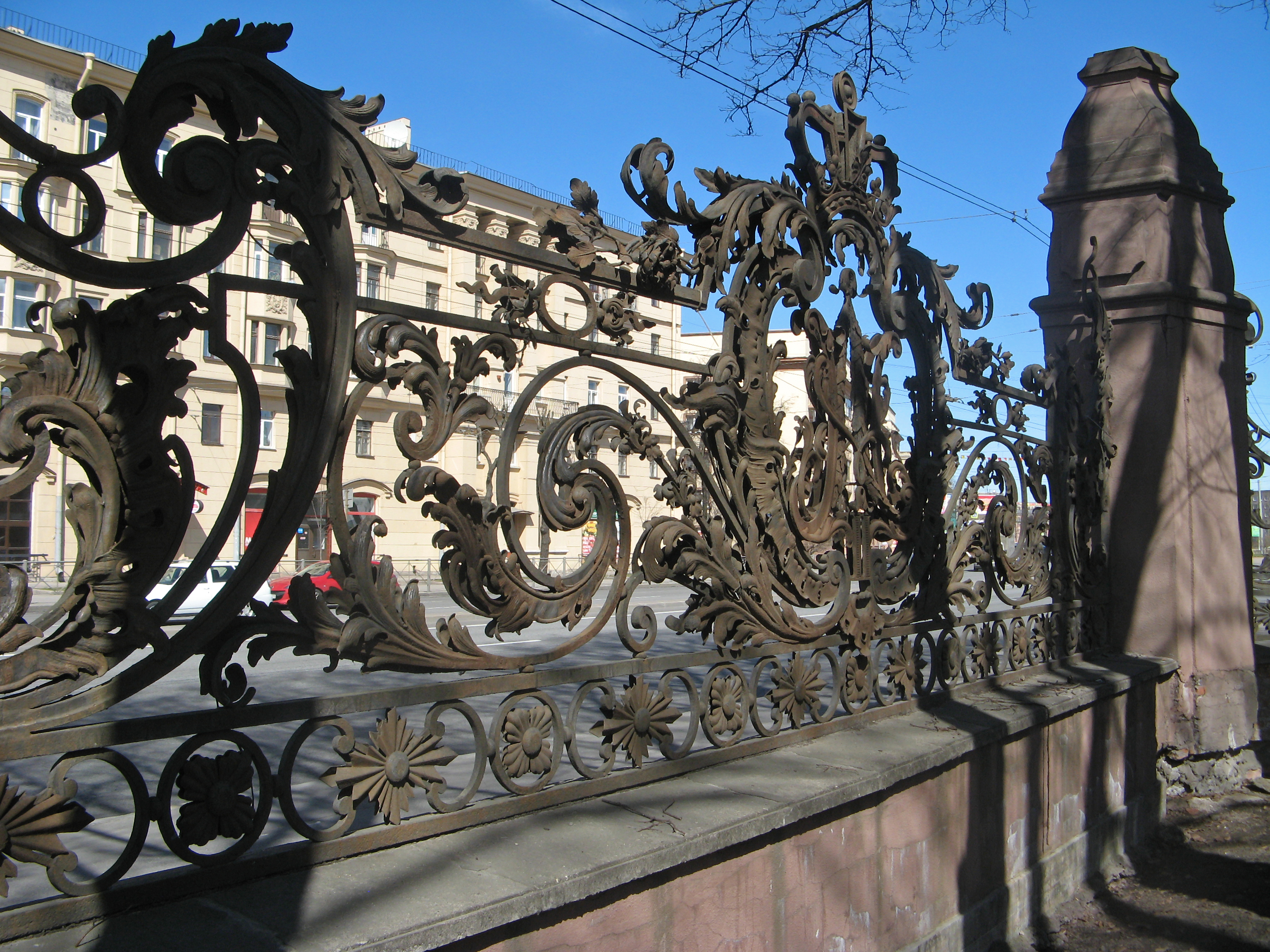
Одно из звеньев ограды

Ограда сада Девятого Января со стороны проспекта Стачек была изготовлена из кованого железа по проекту архитектора Р. Ф. Мельцера в стиле растреллиевского барокко в 1899 году в мастерской Ф. А. Эгельсона. Эта ограда предназначалась для Собственного сада Зимнего дворца и была выполнена в виде узора из стилизованных листьев аканта, которые окружали вензеля императорской семьи и герб Российской Империи. Вот как описывалась ограда в журнале «Зодчий»: «Листья выкованы из мягкой листовой стали толщиной в 1/4 дюйма, а цветы — каждый из одной штуки мягкого железа; государственные гербы и вензеля вычеканены из мягкой стали в 2,5 мм на заводе Сан-Галли. Архитектор Мельцер поручил исполнить ограду Ф. А. Энгельсону…».
В 1900 году ворота, четыре звена будущей ограды и шесть ваз для украшения столбов были представлены на всемирной выставке в Париже и завоевали Гран-при. В 1902 году ограда была установлена на место.
После революции дворцовый сад был разорён. В том числе пострадала и ограда: царские орлы и монограммы были выломаны, короны с вершин столбов — сорваны. 1 мая 1920 года, в ходе многолюдного субботника, ограда сада Зимнего дворца была полностью разрушена. Предполагалось, что металлическая часть ограды будет использована для благоустройства Литераторских мостков, но эти планы не были осуществлены, и несколько лет звенья ограды просто лежали на Дворцовой набережной.
В 1924 году архитектор Л. А. Ильин предложил проект благоустройства Кировского района. Среди прочего, проектом предусматривалось озеленение улицы (будущего проспекта) Стачек южнее Нарвских ворот. Следствием стала разработка в том же году проекта разбивки «сквера на улице Стачек». Одновременно с благоустройством (по проекту Р. Ф. Катцера) уже заложенного на этом месте сада Девятого Января Ильин выполнил проект установки со стороны проспекта ограды, перенесенной от Зимнего дворца. В 1925—1926 годах уцелевшие звенья ограды были установлены на новое место, но с изменением пропорций — основание решёток было устроено существенно ниже, чем ранее. К тому же, в картушах на месте выломанных двуглавых орлов и вензелей по-прежнему находились большие дыры, которые также портили вид ограды.
В 1991 году началась постепенная реставрация сильно обветшавшей ограды сада. Тогда планировалось отреставрировать все 26 звеньев решётки (оригинальная ограда и дополнительные звенья, отлитые в советское время), восстановить столбы ограды, утраченные вензеля и орлов. Однако реставрация, которую обещали завершить в 2012 году, по состоянию на 2017 год была прекращена. Очередной этап реставрации начался осенью 2022 года. В 2023 году реставрационные работы велись на северном участке ограды сада.